# Waltersdorf (Rödental)
Waltersdorf ist ein Stadtteil der oberfränkischen Stadt Rödental im Landkreis Coburg.

## Geographie
Waltersdorf liegt etwa neun Kilometer nordöstlich von Coburg im Froschgrund, östlich der Itz am Fuß des Berges Sommerleite. Durch den Ort fließt der linke Itzzufluss Höllgrund. Die Staatsstraße St 2206 von Rödental zur thüringischen Grenze quert den Ort. Eine Gemeindeverbindungsstraße nach Weimersdorf zweigt von dieser ab.

## Geschichte
Die erste urkundliche Erwähnung Waltersdorfs war im Jahr 1338 als „Walthersdorf“. Die Siedlung wurde wohl nach einer gleichnamigen Person benannt.
Anfang des 14. Jahrhunderts lag Waltersdorf im Herrschaftsbereich der Henneberger. 1353 kam der Ort mit dem Coburger Land im Erbgang zu den Wettinern und war somit ab 1485 Teil des Kurfürstentums Sachsen, aus dem später das Herzogtum Sachsen-Coburg hervorging. Die Dorfherrschaft hatten die Herren von Schaumberg inne. Das Kloster Sonnefeld hatte Besitz in dem Ort.
Waltersdorf gehört seit Jahrhunderten zum Kirchensprengel von Weißenbrunn vorm Wald. 1868 wurde das am Fuß der Hohen Schwenge liegende Gereuth mit Waltersdorf vereinigt.
In einer Volksbefragung am 30. November 1919 stimmten ein Waltersdorfer Bürger für den Beitritt des Freistaates Coburg zum thüringischen Staat und 37 dagegen. Somit gehörte ab dem 1. Juli 1920 Waltersdorf zum Freistaat Bayern. 1925 hatte der Ort 67 Einwohner und 10 Wohngebäude. Die evangelische Schule war im 0,9 Kilometer entfernten Mittelberg.
Am 1. Januar 1971 schloss sich Waltersdorf mit den Orten Fischbach, Fornbach, Schönstädt, Mittelberg und Weißenbrunn vorm Wald zur neuen Gemeinde Froschgrund zusammen, die am 1. Mai 1978 zwangsweise aufgelöst und in die Stadt Rödental eingegliedert wurde. Seitdem ist Waltersdorf ein Stadtteil Rödentals.

## Einwohnerentwicklung
| Jahr | Einwohnerzahl |
| ---- | ------------- |
| 1837 | 27            |
| 1910 | 77            |
| 1933 | 98            |
| 1950 | 134           |
| 1960 | 101           |
| 1969 | 118           |
| 1987 | 72            |
| 2010 | 85            |